# Johann Wilhelm Ebel
Johannes Wilhelm Ebel (* 4. März 1784 in Passenheim, Ostpreußen; † 18. August 1861 in Hoheneck bei Ludwigsburg) war ein lutherischer Theologe in Königsberg (Preußen).

## Herkunft
Johann Wilhelm Ebel entstammt der Neidenburger Linie der Familie Ebel. Sein Großvater war der Pfarrer Ephraim Ebel, sein Vater der Pfarrer Johann Jakob Ebel. Johann Wilhelm Ebel war der älteste Sohn aus der ersten Ehe seines Vaters mit Wilhelmine Elisabeth Holdschuer (1761–1801).

## Leben
Johann Wilhelm Ebel besuchte die Altstädtische Lateinschule zu Königsberg und studierte an der dortigen Albertus-Universität, wo er sich unter anderem mit den Schriften des Theosophen Johann Heinrich Schönherr befasste. Nach einer Tätigkeit als Kollaborator wurde er 1806 Pfarrer in Hermsdorf. 1809 promovierte er zum Dr. Phil., von 1810 bis 1816 war er als Prediger und Religionslehrer am Königlichen Friedrichs-Kollegium in Königsberg tätig.
Ebel wurde 1816 Archidiakon der altstädtischen Kirche in Königsberg und sammelte ab dem Ende der 1820er Jahre, gemeinsam mit dem Pfarrer Georg Heinrich Diestel, eine pietistische Gemeinde um sich. An diesem später als Muckerbewegung verleumdeten Kreis beteiligten sich Männer und Frauen aus den führenden Familien Königsbergs und auch aus dem führenden Adel.
Den Inhalt der Vorstellungen von Ebel und Diestel charakterisiert der australische Historiker Christopher Clark als „Eheberatung auf der Grundlage einer eklektischen praktischen Theologie“.
Die Aktivitäten von Ebel und Diestel führten zu zahlreichen Gerüchten, darunter, dass die Prediger zu Zügellosigkeit und außerehelichem Geschlechtsverkehr ermuntern würden und dass zwei junge Frauen an den Folgen allzu großer Erregung gestorben seien. Dies führte zu einer Untersuchung durch den Oberpräsidenten der Provinz Preußen, Theodor von Schön und einem in ganz Deutschland beachteten langwierigen Prozess, über den die Presse ausführlich und kontrovers berichtete. Als Ergebnis wurden Ebel und Diestel 1839 bzw. 1842 ihrer Ämter entsetzt.
1839 wurde der Prediger zunächst der Sektenbildung für schuldig befunden und seiner Ämter enthoben. Sogar eine Gefängnisstrafe stand im Raum. Es fand jedoch ein Revisionsverfahren statt, bei dem die allermeisten der Anklagepunkte fallen gelassen wurden. Dennoch blieb die Amtsenthebung wegen „fahrlässiger Verletzung der Amtspflicht“ bestehen. Die Akten des Verfahrens zeigen, dass jene Beschuldigungen nicht erwiesen sind und dass die Gerichtsverhandlungen mit großer Voreingenommenheit geführt wurden.
Der Prediger verließ Königsberg und erfuhr während eines zweijährigen Aufenthalts in Tirol davon, dass in der Nähe von Ludwigsburg ein Fabrikant sein Anwesen zu verkaufen gedachte. So kam es, dass sich jener Prediger aus dem fernen Königsberg in 1850 Hoheneck niederließ. Ihm folgten einige seiner Glaubensschwestern und -brüder. Um Raum für all die Menschen in seinem „Gefolge“ zu schaffen, kaufte Johannes Ebel zusätzlich das Fabrikgebäude des Fabrikanten Weigle und baute dieses zu Wohnzwecken um. Dieses Gebäude steht heute nicht mehr. Wo einst diese „Fahnenfabrik“ stand, ist heute der Hohenecker Heilbad-Parkplatz untergebracht.
Ebel, seine Familie und seine Anhänger unterstützten sowohl die weltliche, als auch die kirchliche Gemeinde in Hoheneck. Die gelebte Nächstenliebe zeigte sich beispielsweise in der Armenhilfe, in der Mitfinanzierung notwendiger Renovierungsarbeiten der Wolfgangkirche und vor allem der Gründung des ersten Kindergartens, dem „Kinderschüle“. Das „Kinderschüle“ war durch Ebels Freundin, Gräfin Ida von der Groeben, ins Leben gerufen worden und wurde von Ebels Tochter Adalberta fortgeführt. So trägt das Hohenecker Kinder- und Familienzentrum heute den Namen dieses Predigers aus Königsberg: „Johannes-Ebel-Kindertagesstätte“.
Johannes Wilhelm Ebel starb am 18. August 1861 in Hoheneck bei Ludwigsburg, wie er es in einem Gedicht erhofft hatte: mit großer Freudigkeit in die „Heimat Droben“ eingegangen.
Johann Wilhelm Ebel und später auch seine Kinder, Ida von der Groeben und Wilhelmine Steinberg wurden im Ebelschen Mausoleum bestattet, das er zu seinen Lebzeiten im Park seines Anwesens erbauen ließ, in jenem Park, der heute zum Heilbad Hoheneck gehört.

## Familie
Johann Wilhelm Ebel heiratete 1811 Auguste Susanne Leinweber aus Quittainen. Mit ihr hatte er die Söhne Johann Bernhard Leprecht Hermann (* 1813), Paul Wilhelm Gotthelf Eugen (* 1815) und Ernst Theo Friedrich Johannes (* 1819) sowie die Töchter Aurora Edeltrud Justine (* 1818) und Anna Lydia Adalberta (* 1831).

## Schriften (Auswahl)
- Heinrich Diestel, Johannes Ebel: Verstand und Vernunft im Bunde mit der Offenbarung Gottes durch das Anerkenntniß des wörtlichen Inhalts der heiligen Schrift. Zwei Abhandlungen. Vogel, Leipzig 1837 (Digitalisat).